# A Moon Shaped Pool
A Moon Shaped Pool är ett studioalbum av det brittiska alternativa rockbandet Radiohead, utgivet digitalt den 8 maj 2016 och i fysiskt format den 17 juni samma år.

## Låtlista
Alla låtar är skrivna och komponerade av Radiohead. 
| Nr           | Titel                                                           | Längd |
| ------------ | --------------------------------------------------------------- | ----- |
| 1.           | Burn the Witch                                                  | 3:40  |
| 2.           | Daydreaming                                                     | 6:24  |
| 3.           | Decks Dark                                                      | 4:41  |
| 4.           | Desert Island Disk                                              | 3:44  |
| 5.           | Ful Stop                                                        | 6:07  |
| 6.           | Glass Eyes                                                      | 2:52  |
| 7.           | Identikit                                                       | 4:26  |
| 8.           | The Numbers                                                     | 5:45  |
| 9.           | Present Tense                                                   | 5:06  |
| 10.          | Tinker Tailor Soldier Sailor Rich Man Poor Man Beggar Man Thief | 5:03  |
| 11.          | True Love Waits                                                 | 4:43  |
| Total längd: | Total längd:                                                    | 52:31 |